# Skálaparaméter
A skálaparaméter a valószínűségi eloszlások egy speciális numerikus paramétere, a valószínűségszámítás elméletében és a statisztika területén.
Minél nagyobb a skálaparaméter, annál terjedelmesebb, szétszórtabb az eloszlás.

## Definíció
Ha a valószínűségi eloszlásoknál van egy s paraméter (és más paraméter θ), melyekre a kumulatív eloszlásfüggvény kielégíti az alábbiakat:
{\displaystyle F(x;s,\theta )=F(x/s;1,\theta ),\!}
akkor s–t skálaparaméternek hívják, mivel ez az érték határozza meg a valószínűségi eloszlás szétszórtságát, skáláját (arányait).
Ha s nagy, akkor az eloszlás terjedelmes, szétszórt lesz, ha s kis értékű, akkor az eloszlás koncentráltabb.
Ha a valószínűség-sűrűség létezik az összes paraméter értékre, akkor a sűrűség (csak mint a skálaparaméter függvénye) kielégíti:
{\displaystyle f_{s}(x)=f(x/s)/s,\!}
függvényt, ahol f a sűrűség standardizált változatának a jele.

## Egyszerű műveletek
{\displaystyle f_{s}}-et felírhatjuk {\displaystyle g(x)=x/s} kifejezéssel is, a következőképpen:
{\displaystyle f_{s}(x)=f(x/s)\times 1/s=f(g(x))\times g'(x).\!}
Mivel f a valószínűség sűrűség függvény:
{\displaystyle 1=\int \limits _{-\infty }^{\infty }f(x)\,dx=\int \limits _{g(-\infty )}^{g(\infty )}f(x)\,dx.\!}
A behelyettesítési szabály alkalmazásával:
{\displaystyle 1=\int \limits _{-\infty }^{\infty }f(g(x))\times g'(x)\,dx=\int \limits _{-\infty }^{\infty }f_{s}(x)\,dx.\!}
Így {\displaystyle f_{s}} szintén helyesen normalizált lett.

## Arányparaméter
Néhány eloszlás használja az úgynevezett arányparamétert, mely egyszerűen a skálaparaméter reciproka.
Így például az exponenciális eloszlás β skálaparaméterrel és valószínűség sűrűséggel
{\displaystyle f(x;\beta )={\frac {1}{\beta }}e^{-x/\beta },\;x\geq 0}
leírható a λ arányparaméterrel is:
{\displaystyle f(x;\lambda )=\lambda e^{-\lambda x},\;x\geq 0.}

## Példák
- A normális eloszlásnak két paramétere van: a helyparaméter {\displaystyle \mu } és a skálaparaméter {\displaystyle \sigma }.

Praktikus okokból a normális eloszlást gyakran jellemzik a skálaparaméter négyzetével, {\displaystyle \sigma ^{2}}, mely megfelel az eloszlás szórásnégyzetének.
- A gamma-eloszlást rendszerint {\displaystyle \theta } skálaparaméterrel jellemzik, vagy annak inverzével.
- Például, ha a helyparaméter és a skálaparaméter is egyenlő zérussal, akkor a normális eloszlás standard normális eloszlásként ismert, és a Cauchy-eloszlás is, mint standard Cauchy-eloszlás.